# Mercaticeras

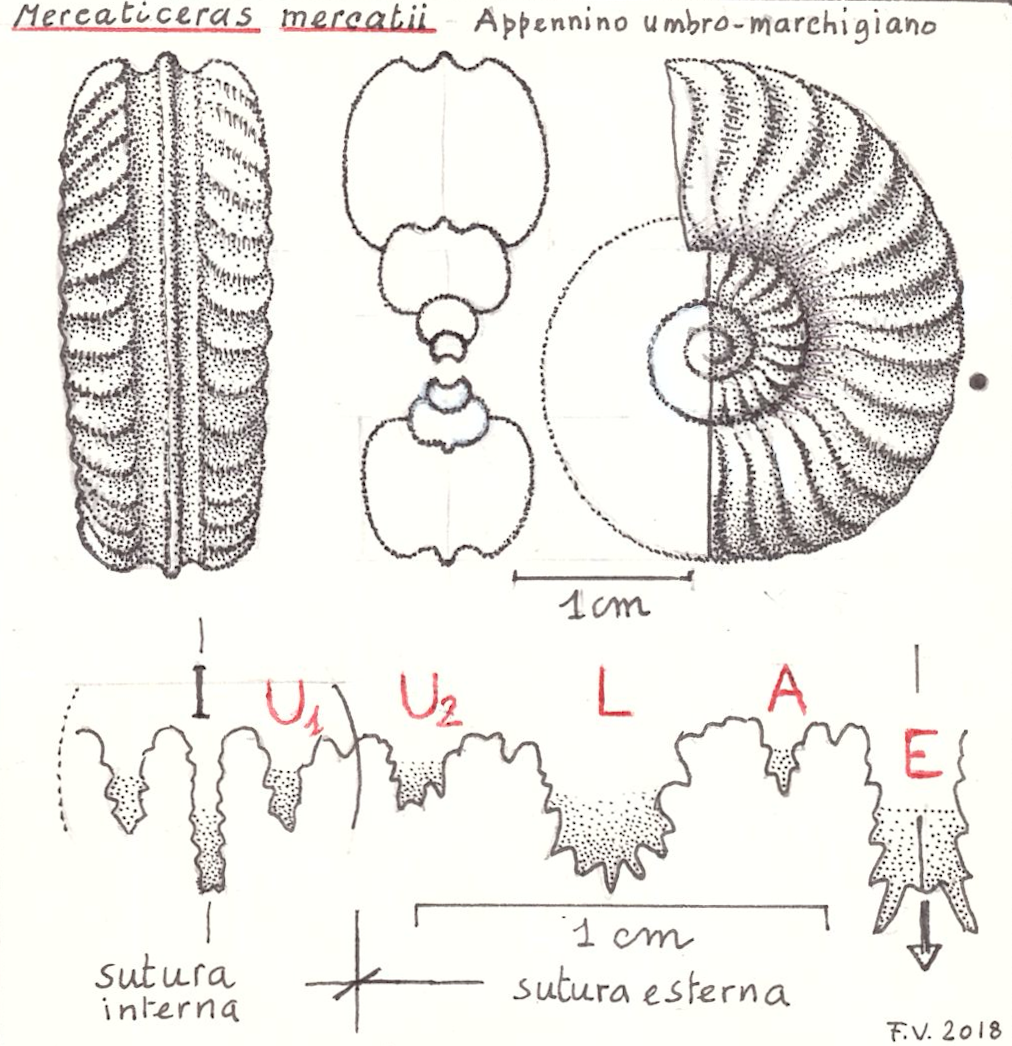
Esemplare di M. mercatii, ammonite proveniente dal 'Rosso Ammonitico', Toarciano, zona a H. bifrons (vallata del f. Burano, vers. M. Petrano, Marche nord) per evidenziare i vari caratteri peculiari del genere tassonomico (veduta dell'area ventrale con i solchi sifonali, sezione dei giri e veduta laterale; inoltre la sutura settale da un altro frammento della stessa specie

Mercaticeras Buckman, 1913 è un genere di ammoniti che per la scuola inglese di Arkell e al.,1957, appartiene alla famiglia Hildoceratidae (sottofamiglia Hildoceratinae). Alcuni autori però considerano il genere dentro la sottofamiglia Mercaticeratinae (Lacroix 2011), seguendo una filogenesi indagata recentemente con molti dati stratigrafici appenninici (Venturi e al., 2010). La posizione del genere nella filogenesi del raggruppamento  Hildoceratinae - Mercaticeratinae è precisato con accuratezza sia nella voce Wikipedia Hildoceratidae, sia ancor più incisamente nel collegamento esterno, sito Internet qui indicato. Ivi la ramificazione evolutiva fa vedere la distribuzione stratigrafica di 11 generi implicati appartenenti a 19 specie con le loro suture settali corrispondenti. Tale studio evolutivo basato sulla concezione classica darwiniana è stato compiuto utilizzando abbondante fauna, ben conservata e proveniente da circa 150 livelli fossiliferi in uno spessore di circa 7 m .  La specie tipo del genere, Ammonites Mercati Hauer, 1856, è di provenienza alpina e viene dai dintorni di Erba (Como, Italia)
Mercaticeras  indica nelle regioni mediterranee il piano Toarciano, ultimo del Giurassico inferiore. In Italia si trova frequentemente negli strati del "Rosso ammonitico umbro-marchigiano", zona a Hildoceras bifrons, terza delle sette zone che costituiscono il piano; quindi per quel che riguarda il dominio paleogeografico il genere è tetideo e manca nel Nord Europa e in altri domini extraeuropei.

## Storia del genere
La prima figura, sicuramente attribuibile al genere, è quella di Michele Mercati, nella Metallotheca Vaticana.  L'incisione con alcuni ammoniti del Rosso Ammonitico umbro-marchigiano, dovuta al tedesco Eisenhoit, è stata eseguita nel '500 a Roma quando ancora il Mercati era vivente e sicuramente per sua ordinazione. Dopo la morte di Mercati (da cui il nome del genere Mercaticeras) la stampa dell'opera, notevole per il suo tempo, venne accantonata fino al 1717 e la sua collezione di "curiosità naturali" dispersa. Il genere, la cui prima figura molto bene eseguita, è del '500, non fu più ricordato fin quando Hauer nel 1856 lo ha "riscoperto" e denominato, Ammonites Mercati; inoltre l'A. ha figurato tre specie del genere attualmente valide: Mercaticeras umbilicatum, M. mercatii e M. dilatum. I caratteri morfologici della conchiglia di Mercaticeras (insieme alle figure relative) si possono leggere in Venturi e al., 2010 e in Howarth, 2013 ('Treatise' online rivisto, dopo la versione di Arkell, 1957), vedi Bibliografia. 

## Descrizione morfologica
Conchiglie mediamente involute, con sezione della spira generalmente subquadratica; area ventrale con solchi incisi stretti e carena mediana; coste moderatamente flessuose e proiettate, robuste e clavate, semplici ed estese per tutto il fianco conchigliare. Suture settali poco frastagliate (vedi foto accanto nel template, dove si vedono bene i lobi L e U2), formula dei lobi, E L U2 U1 I. Il lobo L è corto, largo alla base e termina restringendosi; il lobo E, mediano, sull'area ventrale è più lungo di L e più stretto; rispetto agli Hildoceras manca, nei Mercaticeras, il lobo U3 che è tipico di quasi tutti gli Hildoceratinae.
Dal punto di vista tassonomico il genere Mercaticeras viene posto da Howarth, seguendo l'idea di Arkell, negli Hildoceratinae, anche perché l'Autore non riconosce validità alla sottofamiglia Mercaticeratinae.
Nel template accanto la foto di un esemplare di ammonite, proveniente dai M.ti Martani (Umbria). È stato trovato nel corso di un campionamento sugli strati marnosi e nodulari della parte inferiore della zona a H. bifrons (Toarciano), sezione di Cima Panco. Il suo colore rosato è caratteristico delle rocce del luogo. L'esemplare presenta una mancanza nel modello, dovuta ad un attacco di predazione che probabilmente ha causato la morte dell'animale.
Il disegno a lato, di un campione (mezzo esemplare) proveniente dal "R.A." della vallata del f. Burano, mostra caratteri della specie che non erano stati evidenziati nella descrizione (sopra); infatti la sezione dei tre giri fa vedere lo sviluppo ontogenetico della conchiglia: inizialmente la spira è liscia fino al diam. di 7 mm; poi compare la carena ventrale al diam. di 10 mm; infine le coste e i solchi sifonali a partire da 15 mm; dopo i solchi si approfondiscono gradatamente fino ad essere molto incisi in corrispondenza della camera di abitazione, che inizia con il pallino nero indicato. Ancora è stata ivi disegnata la sutura settale completa (esterna ed interna) per far vedere l'aspetto di tutti i lobi caratteristici della specie, da quello esterno E a quello interno I.